# 王振亞
王振亞（漢語拼音：Wáng Zhènyà，1981年1月20日—），雅號“迪奥”（“Dio”），男，江苏南京人，澳大利亞聯邦參議員與土木工程師。

## 生平
1981年生於南京市，他曾於東南大學修習土木工程。在2003年移民澳大利亞，並自2009年起成為一位澳大利亞公民。他曾在墨爾本大學讀書，在那裡他獲得了有關城市規劃的研究生文憑。2006年起任职于澳大拉西亞資源公司，2010年7月至2014年6月20日担任澳大拉西亚资源公司的首席执行官。澳大拉西亞資源公司70%為克萊夫·帕爾默所有，帕爾默曾屢次注入資金拯救瀕臨破產的澳大拉西亞資源公司。

### 从政
帕爾默在2013年聯邦大選之前組黨“帕爾默聯合黨”，王成爲帕黨在西澳的參議院候選名單第一位置候選人，在幾經數票波折並經歷重選後，王最終當選代表西澳的聯邦參議員。王當選後、2014年7月1日就職前辭去了他在礦業公司的職位。
2013年大選中帕黨一共贏得3個參議院議席，但不久後其他兩名參議員就退出帕黨，因此王和當選衆議員的帕爾默成爲帕黨僅有的兩名議員。王曾任帕黨參議院黨鞭，負責維持以他本人為唯一成員的參議院帕黨黨團的紀律。
王和澳大利亞本地華人社區聯係不多。2015年，六四事件26周年後不久，王出面為中華人民共和國政府當時的鎮壓行動辯護，幾天後又出面為中華人民共和國政府在南中國海的行動辯護。王作爲參議員就國際事務做出超出主流意識的極端表述，在澳大利亞國内引起爭議。
2016年王在大选中落败，在此次大选中帕党全军覆没，大选之后王退党并加入澳大利亚自由党。

## 外部連結
- Parliamentary biography （页面存档备份，存于）
- Summary of parliamentary voting for Senator Dio Wang on TheyVoteForYou.org.au （页面存档备份，存于）